# Северный инвестиционный банк
Северный инвестиционный банк, он же Инвестиционный банк стран Северной Европы (ИБСЕ), Nordic Investment Bank (NIB) — многосторонний банк развития, членами которого являются страны Скандинавии и Балтии. Авторизованный капитал на 2020 год составляет 6,141,903,086 евро.
Банк финансирует проекты, представляющие интерес для стран-членов как в Северной Европе (инвестиции в инфраструктуру, экологию, образование), так и за её пределами (содействие фирмам-партнерам компаний из стран Северной Европы). ИБСЕ предоставляет кредиты на срок до 20 лет в объёме до 50 % от стоимости проекта.
Штаб-квартира расположена в Хельсинки (Финляндия).
С 1 апреля 2012 года президентом является Хенрик Норманн, финансовый менеджер из Дании.

## Страны-участники организации
Северный инвестиционный банк был основан 4 декабря 1975 года межправительственным соглашением между Данией, Исландией, Норвегией, Финляндией и Швецией. В 2005 году к организации присоединились Латвия, Литва и Эстония.

### Список и доля участников[1]
- Дания — 21,1 %
- Исландия — 0,9 %
- Латвия — 1,3 %
- Литва — 2,0 %
- Норвегия — 21,5 %
- Финляндия — 17,7 %
- Швеция — 34,6 %
- Эстония — 0,9 %